# Popol Vuh (zespół muzyczny)
Popol Vuh – niemiecki krautrockowy zespół muzyczny, założony w 1969 przez Floriana Fricke, rozwiązany w 2002 po jego śmierci. Czołowi przedstawiciele rocka eksperymentalnego. W pierwszym okresie działalności grupy współpracownikami Floriana Fricke byli Holger Trülzsch (instrumenty perkusyjne) i Frank Fiedler (syntezator Mooga, realizacja nagrań). Na przestrzeni lat członkami Popol Vuh byli także Djong Yun (sopran), Renate Knaup (wokal), Conny Veit (gitara), Daniel Fichelscher (gitara, perkusja), Klaus Wiese (tanpura) i Robert Eliscu (obój). Grupa znana jest z soundtracków do filmów Wernera Herzoga (Aguirre, gniew boży, Zagadka Kaspara Hausera, Nosferatu wampir, Fitzcarraldo). Nazwę zespołu zaczerpnięto od tytułu świętej księgi Indian Quiché, plemienia pokrewnego Majom.
W odróżnieniu od innych zespołów krautrockowych muzyka Popol Vuh była bardziej mistyczna, sakralna i medytacyjna. Fricke i jego muzycy inspirowali się przede wszystkim muzyką Tybetu, Afryki, a także kulturą prekolumbijską. Na początku większość utworów Popol Vuh była oparta na dźwięku, tworzonym przy użyciu syntezatorów Mooga. Pracując nad płytą
Hosianna Mantra Fricke, stwierdził, że dźwięki generowane przy pomocy syntezatora działają niekorzystnie na duchową stronę człowieka i zrezygnował z urządzenia, a następnie sprzedał je Klausowi Schulzemu. Kolejne albumy zdominowane są przez instrumenty akustyczne, partie chóralne, jednak czasami pojawiają się elektroniczne dźwięki np. na płycie Messa di Orfeo, gdzie towarzyszy im szmer owadów.
Grupa zawiesiła działalność wkrótce po śmierci lidera (zmarł 29 grudnia 2001).

## Dyskografia

### Albumy
- 1970 Affenstunde
- 1971 In den Gärten Pharaos
- 1972 Hosianna Mantra
- 1973 Seligpreisung
- 1974 Einsjäger & Siebenjäger
- 1975 Das Hohelied Salomos
- 1976 Letzte Tage – Letzte Nächte
- 1978 Brüder des Schattens – Söhne des Lichts
- 1979 Die Nacht Der Seele - Tantric Songs
- 1981 Sei Still, Wisse Ich Bin
- 1982 Agape – Agape, Love - Love
- 1985 Spirit Of Peace
- 1991 For You And Me
- 1995 City Raga
- 1997 Shepherd's Symphony
- 1998 Messa di Orfeo

### Soundtracki
- 1975 Aguirre
- 1977 Herz Aus Glas - Coeur De Verre
- 1978 Nosferatu
- 1982 Fitzcarraldo
- 1987 Cobra Verde
- 1989 Best of Popol Vuh – Werner Herzog (kompilacja)
- 1994 Movie Music (kompilacja)
- 1996 Soundtracks from Werner Herzog (kompilacja)